# Banc de Lituània
El Banc de Lituània (en lituà: Lietuvos Bankas) és el banc central de la República de Lituània. El Banc de Lituània és un membre de fora de la zona euro que pertany al Sistema Europeu de Bancs Centrals. El president del banc és Vitas Vasiliauskas des del 7 de març de 2011, proposat per la presidenta de la República Dalia Grybauskaite, estant Vasiliauskas qui va dirigir la seva campanya a les eleccions presidencials de 2009.

## Funcions principals
D'acord amb el lloc web de l'entitat, el Banc de Lituània desenvolupa aquestes funcions principals: 
- el manteniment de l'estabilitat de preus
- encunyar la moneda lituna, el litas
- formular i implementar la política monetària
- determinar i anunciar el canvi del litas
- actuar com un agent del Tresor públic.